# Bivaxsalva
Bivaxsalva, ofta bisalva, är ett naturmedel i form av en salva bestående av bivax och vegetabilisk olja. Den används för hudens skönhet, egenvård och välmående i till exempel aromaterapi. Enskilda bivaxpreparat får efter godkännande av Läkemedelsverket kallas naturläkemedel.
Genom att variera mängden bivax i förhållande till vegetabilisk olja, får man olika konsistens på den färdiga produkten (10 procent bivax ger en mjuk salva, 25 procent en fast). Vegetabilisk olja kan ersättas helt eller delvis med örtolja. För att göra salvan mer effektiv kan man tillsätta tinktur (maximalt 10 procent), eteriska oljor (0,5–30 procent) eller koldioxid-extrakt.

## Fotnoter
1. ↑  Andersen, F. (2004). Guldet från växterna, vegetabiliska oljor och fetter för hudens skönhet, egenvård och välmående. Artaromaförlaget AB
2. ↑  Andersen, F. (1998). Skapa din egen Naturkosmetika. Artaromaförlaget AB
3. ↑  Bilski Ullmark, S. (1997). Aromaterapi för alla. Artaromaförlaget AB